# Dorothea van Croÿ

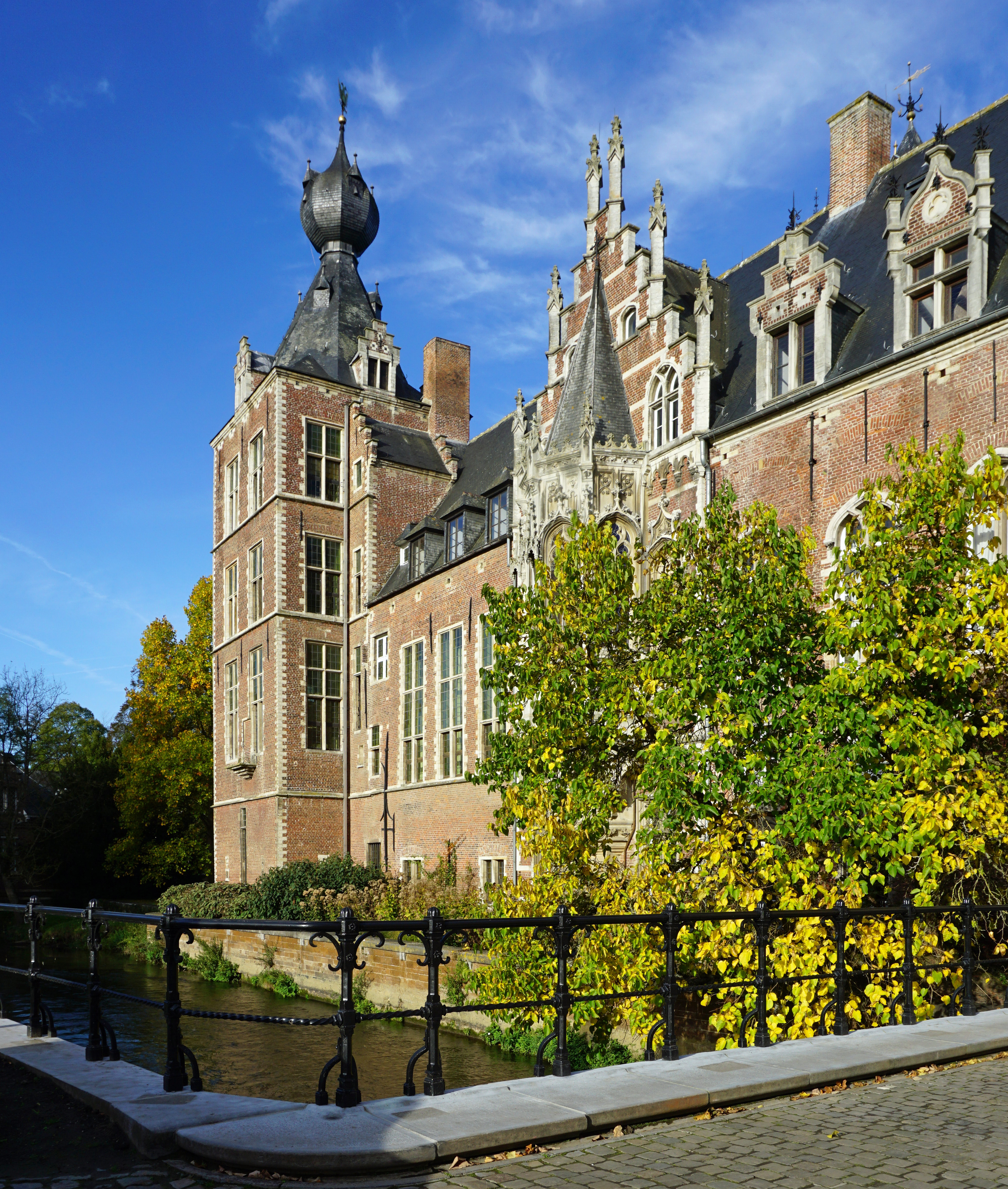
Kasteel van Arenberg in Heverlee (België), voorheen eigendom van de Croÿ

Dorothea van Croÿ (1575 - 1662) was hertogin-gemalin van Aarschot door haar huwelijk met Karel III van Croÿ, in de Spaanse Nederlanden. Zij was dichteres.

## Levensloop
Dorothea was de oudste van de zeven kinderen van Karel Filips van Croÿ en Diane de Dommartin. Zij was de tweede echtgenote van haar neef Karel III van Croÿ. Karel III was hertog van Aarschot, prins van Chimay en graaf van Beaumont in Spaans Henegouwen. Het rooms-katholiek huwelijk vond plaats in 1605. De invloed van diens eerste echtgenote, de calvinistische Maria van Brimeu, was weg. Dorothea had een roomse invloed op haar man. Het museum van de stad Valenciennes bevat verzen van haar man, waarbij Dorothea in de marge pentekeningen aangebracht heeft.
In 1612 was Dorothea weduwe. Zij schreef zelf jarenlang gedichten in het Frans. Deze zijn nooit gepubliceerd. Een bundel van 234 bladzijden verzen is bewaard in de Koninklijke Bibliotheek van België in Brussel. De bundel bevat onder meer kwatrijnen; de inhoud is levensbeschouwelijk-religieus. Zij onderhield een literaire correspondentie met Erycius Puteanus. Aan het einde van haar leven had zij meerdere episoden van religieuze extase. Deze waren extreem, zoals haar wens om levend begraven te worden in het voormalig familieslot van Heverlee, Spaans-Brabant. Dit kasteel was sinds de dood van haar man in handen gekomen van de familie Van Arenberg. Deze lieten toe dat haar begrafenis werd geënsceneerd; de 80-jarige hertogin nam dan plaats in de voor haar bestemde crypte in de kapel van het kasteel, terwijl religieuzen hymnen zongen.
De hertogin stierf in 1662 op 87-jarige leeftijd.